# Karl Richter (strzelec sportowy)
Karl Gustav Bernhardt Richter (ur. 14 grudnia 1876 w Botkyrka, zm. 30 listopada 1959 w Sztokholmie) – szwedzki strzelec, medalista olimpijski.

## Kariera
Karl Richter wziął udział w dwóch igrzyskach olimpijskich, w 1920 roku, w Antwerpii i cztery lata później, w Paryżu. W Belgii zdobył brązowy medal w drużynie, razem z Perem Kinde, Frederikiem Landeliusem, Alfredem Swahnem, Erikiem Lundquistem i Erikiem Sökjer-Petersénem. Uzyskał wynik 81 punktów, był więc piąty w drużynie. 